# هماره‌کاره
هماره‌کاره (پارسی باستان: hammāra-kara-، معادل آمارگر در ایرانی میانه و فارسی نو) یکی از مناصب ایران باستان در زمان هخامنشیان، اشکانیان و ساسانیان، نماینده سلطنتی مالی و در دوره‌های بعدی وزیر اقتصاد کشور بود.

## دوره هخامنشی
احتمالاً همه هماره‌کاره‌های ذکر شده در متن‌های میخی، با توجه به نامشان، بابلی بودند. نخستین اشاره به آن در سندی است که در زمان داریوش بزرگ (ح. ۵۲۱–۴۸۶ پیشاز میلاد) در بابل صادر شده‌است. به استثنای این و کتیبه میخی موجود در موزه سلطنتی انتاریو، تمام ارجاعات به این عنوان از بایگانی خانواده ماراسو گرفته می‌شود که در نیمه دوم سده ۵ پیش از میلاد در نیپور به شکوفایی رسیدند. در میان دارندگان این عنوان، خواجه آرتوکسارس برجسته بود.
نخستین اشاره به هماره‌کاره در زبان آرامی، در متن پشت یک سند عیلامی که در سال ۵۰۴ پیش از میلاد در منطقه تخت جمشید نوشته شده، رخ داده‌است. در سند الفانتینی دیگری نیز به آرامی «شمارنده گنج» برخی از مواد مورد نیاز برای تعمیر یک قایق را ارسال کرده‌است. از این عنوان در نامه‌های نیمه دوم سده پنجم پیش از میلاد از طرف ساتراپ مصر ارسامس به مدیر املاک و «حسابداران» خود نیز استفاده شده‌است.

## دوره اشکانی و ساسانی
در متون نسا از سده اول قبل از میلاد و همچنین در اسنادی به زبان‌های عبری، ارمنی و سریانی از این عنوان نام برده شده‌است. در متون اشکانی و ساسانی از هماره‌کاره برای ارجاع به وزرای دارایی مناطق مختلف استفاده می‌شد. در سبئوس تاریخ‌نگار ارمنی سده هفتم، به داستانی اشاره می‌کند که در آن شاهنشاه ساسانی، برای جلب نظر ناخارارهای ارمنی بخش بیزانس ارمنستان، یک هماره‌کاره را با گنج بزرگی به سوی آن‌ها می‌فرستد. در نتیجه این کار بخشی از اشراف ارمنی با ایرانیان متحد شدند.